# Liste der Bodendenkmale im Landkreis Grafschaft Bentheim

Landkreis Grafschaft Bentheim

In der Liste der Bodendenkmale im Landkreis Grafschaft Bentheim sind die Bodendenkmale im Landkreis Grafschaft Bentheim aufgeführt. Die Quelle ist der Denkmalatlas Niedersachsen. Die Angaben in den einzelnen Listen ersetzen nicht die rechtsverbindliche Auskunft der zuständigen Denkmalschutzbehörde.
| Bild | Gemeinde                | Bodendenkmalliste | Wappen | Lage | Ortsteile |
| ---- | ----------------------- | ----------------- | ------ | ---- | --- |
|      | Bad Bentheim            | siehe Ortsteile   |        |      | - Achterberg, Bardel - Bad Bentheim - Gildehaus - Hagelshoek, Holt und Haar, Sieringhoek - Waldseite, Westenberg. |
|      | Samtgemeinde Emlichheim | siehe Ortsteile   |        |      | - Emlichheim - Hoogstede - Laar - Ringe                                                                           |
|      | Samtgemeinde Neuenhaus  | siehe Ortsteile   |        |      | - Esche, Georgsdorf - Lage - Neuenhaus - Osterwald                                                                |
|      | Nordhorn                | siehe Ortsteile   |        |      | - Bimolten, Bookholt - Brandlecht - Hesepe, Hestrup - Hohenkörben, Klausheide - Nordhorn                          |
|      | Samtgemeinde Schüttorf  | siehe Ortsteile   |        |      | - Engden - Isterberg - Ohne - Quendorf - Samern - Schüttorf                                                       |
|      | Samtgemeinde Uelsen     | siehe Ortsteile   |        |      | - Getelo - Gölenkamp - Halle - Itterbeck - Uelsen - Wielen - Wilsum                                               |
|      | Wietmarschen            | siehe Ortsteile   |        |      | - Füchtenfeld - Lohne - Lohnerbruch, Nordlohne - Schwartenpohl, Wietmarschen                                      |

Ortsteile in schwarzer Schrift weisen keine Bodendenkmale aus.